# Cantonul Givet
Cantonul Givet este un canton din arondismentul Charleville-Mézières, departamentul Ardennes, regiunea Champagne-Ardenne, Franța.

## Comune
| Comune           | Populație (1999) | Cod poștal | Cod INSEE |
| ---------------- | ---------------- | ---------- | --------- |
| Aubrives         | 928              | 08320      | 08028     |
| Charnois         | 79               | 08600      | 08106     |
| Chooz            | 762              | 08600      | 08122     |
| Foisches         | 209              | 08600      | 08175     |
| Fromelennes      | 1 069            | 08600      | 08183     |
| Givet            | 6 828            | 08600      | 08190     |
| Ham-sur-Meuse    | 247              | 08600      | 08207     |
| Hierges          | 202              | 08320      | 08226     |
| Landrichamps     | 141              | 08600      | 08247     |
| Rancennes        | 725              | 08600      | 08353     |
| Vireux-Molhain   | 1 710            | 08320      | 08486     |
| Vireux-Wallerand | 1 933            | 08320      | 08487     |